# Amalia Sartori
Amalia (Lia) Sartori (n. 2 august 1947) este un politician italian, membru al Parlamentului European în perioada 1999 - 2004 din partea Italiei. 
1. 1 2 3  Deputații în Parlamentul European